# 땀의 순교자 탁덕 최양업
《땀의 순교자 탁덕 최양업》은 가톨릭평화방송에서 2008년 11월 24일부터 11월 26일까지 방영된 창립20주년기념 특별기획드라마이다.

## 등장 인물

### 주요 인물
- 원기준 : 최양업 역

### 최양업의 동생들
- 민준호 : 야고보 역
- 김용태 : 선정 역
- 임형섭 : 우정 역
- 오장욱 : 신정 역

### 그외 인물들
- 박경득 : 최형 베드로 역
- 민지환 : 최경환 역
- 박순천 : 이성례 역
- 장정국 : 개똥이 역
- 황미선 : 개똥이 처 역
- 이연경 : 김 아가다 역
- 백승환 : 개똥이 아들 역
- 정종준 : 못된 양반 역
- 심양홍 : 마리노 역
- 정진 : 남교우 역
- 허기호 : 장길청 역
- 장희진 : 데레사 역
- 육미라 : 베로니카 역
- 한춘일 : 간월교우촌 포졸 역
- 안진수 : 판관 역
- 이석구 : 절골교우촌 관장 역
- 양영준 : 전염병교우촌 의원 역
- 길달호 : 휘광이 역
- 강태기 : 경상도지역 평민 1 역
- 고진명 : 경상도지역 평민 2 역
- 김경애 : 경상도지역 여교우 역
- 유순철 : 경상도지역 남자 역
- 손영순 : 절골교우촌 노파 역
- 최성웅 : 절골교우촌 의원 역
- 나재균 : 충청도지역 양반 1 역
- 심신의 : 충청도지역 양반 2 역
- 김명희 : 젬마 역
- 강희 : 전염병교우촌 백성 역
- 조재룡 : 전염병교우촌 신자 역
- 장주영 : 군관 역
- 이창호 : 간월교우촌 포졸 역
- 홍희용 : 절골교우촌 포졸 역

### 특별출연
- 안광훈 : 마레스카 주교 역
- 함평익 : 페레올 주교 역
- 안인성 : 모방 신부 역